# Överlagt mord (TV-film)
Överlagt mord, i Sverige även kallad Farlig främling, är en amerikansk dramafilm från 1986 om seriemördaren Ted Bundy. Överlagt mord bygger på journalisten Richard W. Larsens bok The Deliberate Stranger från 1980. Filmen inleds med 18-åriga Georgann Hawkins försvinnande i juni 1974.
Filmen visades i två delar i SVT i mars 1989.

## Rollista
| Mark Harmon        | – Ted Bundy        |
| Frederic Forrest   | – Bob Keppel       |
| George Grizzard    | – Richard Larsen   |
| Ben Masters        | – Mike Fisher      |
| Glynnis O'Connor   | – Cas Richter      |
| M. Emmet Walsh     | – Sam Davies       |
| John Ashton        | – Roger Dunn       |
| Bonnie Bartlett    | – Louise Bundy     |
| Billy "Green" Bush | – Officer Bradley  |
| Frederick Coffin   | – Jerry Thompson   |
| Deborah Goodrich   | – Martha Chambers  |
| Lawrence Pressman  | – Ken Wolverton    |
| Macon McCalman     | – Larsens redaktör |
| Jeannetta Arnette  | – Barbara          |
| William Boyett     | – Aspen Detective  |
| Terry Farrell      | – Katie Hargreaves |
| Ann Ryerson        | – Mrs. Hargreaves  |
| Harry Northup      | – Tom Hargreaves   |
| Sherri Stoner      | – Evelyn           |